# The Eddie «Lockjaw» Davis Cookbook
The Eddie "Lockjaw" Davis Cookbook — студійний альбом американського джазового саксофоніста Едді «Локджо» Девіса з органісткою Ширлі Скотт і флейтистом Джеромом Річардсоном, випущений у 1958 році лейблом Prestige.

## Опис
Едді «Локджо» Девіс і Ширлі Скотт, почавши із цієї сесії вперше записуватися разом, встановили міцний стандарт для гуртів із тенор-саксофоном та органом. Піаністка Скотт переключилась на орган, коли познайомилась з Девісом у 1955 році. До гурту Девіса, у складі якого Скотт і ударник Артур Еджгілл, для цієї сесії приєднались флейтист Джером Річардсон і басист Джордж Дювів'є. Річардсон, який грає на флейті на більшості композицій, є важливим доповненням до тенор-саксофона Девіса. 
Серед композицій три оригінали Девіса, два стандарти, включаючи «But Beautiful» та 12-хвилинний повільний блюз «In the Kitchen» Джонні Годжеса.

## Список композицій
1. «Have Horn, Will Blow» (Едді Девіс) — 5:13
2. «The Chef» (Едді Девіс) — 5:57
3. «But Beautiful» (Джонні Берк, Джиммі Ван Гейзен) — 4:20
4. «In the Kitchen» (Джонні Годжес) — 12:53
5. «Three Deuces» (Едді Девіс) — 4:58

## Учасники запису
- Едді «Локджо» Девіс — тенор-саксофон
- Джером Річардсон — флейта (1-4), тенор-саксофон (5)
- Ширлі Скотт — орган
- Джордж Дювів'є — контрабас
- Артур Еджгілл — ударні

Технічний персонал
- Боб Вейнстон — продюсер
- Руді Ван Гелдер — інженер звукозапису
- Айра Гітлер — текст до платівки